# Любимовка (Московская область)
Любимовка — упразднённый в 2003 году посёлок в Пушкинском районе Московской области России. Включён в черту села Тарасовка.

## География
Расположен на берегу реки Клязьмы.  

## История
В середине XIX века сельцо Любимовка относилось ко 2-му стану Московского уезда Московской губернии и принадлежало В. А. Крекшиной, в сельце было 6 дворов, господский дом и оранжерея, крестьян 23 души мужского пола и 22 души женского.
В «Списке населённых мест» 1862 года — владельческое сельцо 2-го стана Московского уезда по правую сторону Ярославского шоссе (из Москвы), в 22 верстах от губернского города и 5 верстах от становой квартиры, при реке Клязьме, с 2 дворами, православной домовой церковью и 9 жителями (4 мужчины, 5 женщин).
По данным на 1899 год — сельцо Мытищинской волости Московского уезда с 25 жителями.
В 1913 году — 2 двора.
24 мая 2003 года посёлок Любимовка включён в состав села Тарасовка Тарасовского сельского округа Пушкинского района Московской области.

## Усадьба
В посёлке находилась усадьба, принадлежавшая С. В. Алексееву, отцу К. С. Станиславского. Здесь К. С. Станиславский провёл детство; здесь он впервые вышел на сцену в любительском спектакле «Четыре времени года», изображая Зиму. В 1877 году здесь был построен двухэтажный флигель для любительского театра, в котором в день именин матери состоялся дебютный спектакль будущего знаменитого режиссёра. Исследователи указывают, что в Любимовке завершилась, начатая в ресторане «Славянский базар», известная беседа В. И. Немировича-Данченко и К. С. Станиславского, завершившаяся решением о создании нового театра.
В разные годы здесь гостили известные артисты и писатели, в числе которых: А. П. Чехов и О. Л. Книппер, Л. В. Собинов.